# Phyllobolus
Phyllobolus ist eine Pflanzengattung aus der Familie der Mittagsblumengewächse (Aizoaceae).

## Beschreibung
Die Arten der Gattung Phyllobolus sind niederliegende oder aufrechte kleine Sträucher oder aufliegende bis niederliegende Geophyten mit oft verdickten Wurzeln. Die langen oder sehr verkürzten Internodien sind krautig, verkorkt oder verholzt. Die grüne Rinde enthält in der Regel zusätzliche Gefäßbündel. Ihre fast zylindrischen oder etwas abgeflachten Laubblätter sind kreuzgegenständig angeordnet und an ihrer Basis kurz miteinander verwachsen oder werden am Blütenstand wechselständig oder sind an der ganzen Pflanze wechselständig. Sie sind abfallend, verdorren an der Pflanze oder ausdauernd. Ihre zentralen wasserspeichernde Zellen sind nur undeutlich unterscheidbar. Die Blasenzellen der Internodien und Laubblätter sind für gewöhnlich mesomorph und nur selten leicht xeromorph. Sie sind in der Regel deutlich voneinander abgegrenzt, groß oder klein, manchmal haarähnlich und nur selten undeutlich unterscheidbar und flach.
Die Blüten erscheinen einzeln oder bilden Zymen. Sie weisen einen Durchmesser von 10 bis 40 Millimeter auf. Es sind fünf, selten vier,  Kelchblätter vorhanden. Die verschieden grün, gelb, orange oder rot getönten oder rosafarbenen oder fast weißen Kronblätter sind mit den Kelchblättern zu einer kurzen Röhre verwachsen. Fadenförmige Staminodien sind vorhanden, die Fortpflanzungsorgane verborgen. Die Nektarien sind muschelförmig.
Die fünffächrigen, selten vierfächrigen Kapselfrüchte weisen in der Regel Klappenflügel auf. Die Kapselfrüchte enthalten schwarze oder braune, D-förmige oder selten schmal eiförmige bis elliptische Samen mit einer rauen oder selten glatten Samenschale. Sie sind 1,1 bis 1,8 Millimeter lang.

## Systematik und Verbreitung
Die Gattung Phyllobolus ist im Süden Namibias sowie den südafrikanischen Provinzen Ostkap, Freistaat, Nordkap und Westkap in der Karoo in Winter- und Sommerregengebieten verbreitet.
Die Erstbeschreibung erfolgte 1925 durch Nicholas Edward Brown. Die Gattung Phyllobolus gehört zur Unterfamilie Mesembryanthemoideae innerhalb der Familie der Mittagsblumengewächse. Die Typusart ist Phyllobolus resurgens. Ein Synonym der Gattung ist Dactylopsis N.E.Br.
Nach Heidrun Hartmann (2017) umfasst die Gattung Phyllobolus folgende Arten und Unterarten:
- Phyllobolus abbreviatus (L.Bolus) Gerbaulet
- Phyllobolus amabilis Gerbaulet & Struck
- Phyllobolus bulletrapensis (Klak) Gerbaulet
- Phyllobolus canaliculatus (Haw.) Bittrich
- Phyllobolus caudatus (L.Bolus) Gerbaulet
- Phyllobolus chrysophthalmus Gerbaulet & Struck
- Phyllobolus congestus (L.Bolus) Gerbaulet
- Phyllobolus deciduus (L.Bolus) Gerbaulet
- Phyllobolus decurvatus (L.Bolus) Gerbaulet
- Phyllobolus delus (L.Bolus) Gerbaulet
- Phyllobolus gariepensis Gerbaulet & Struck
- Phyllobolus grossus (Aiton) Gerbaulet
- Phyllobolus humilis (L.Bolus) Klak
- Phyllobolus knolfonteinensis (Klak) Gerbaulet
- Phyllobolus latipetalus (L.Bolus) Gerbaulet
- Phyllobolus lignescens (L.Bolus) Gerbaulet
- Phyllobolus melanospermus (Dinter & Schwantes) Gerbaulet
- Phyllobolus nitidus (Haw.) Gerbaulet
- Phyllobolus oculatus (N.E.Br.) Gerbaulet
- Phyllobolus pearsonii N.E.Br. ex S.A.Hammer
- Phyllobolus prasinus (L.Bolus) Gerbaulet
- Phyllobolus pumilus (L.Bolus) Gerbaulet
- Phyllobolus quartziticus (L.Bolus) Gerbaulet
- Phyllobolus rabiei (L.Bolus) Gerbaulet
- Phyllobolus resurgens (Kensit) Schwantes
- Phyllobolus roseus (L.Bolus) Gerbaulet
- Phyllobolus saturatus (L.Bolus) Gerbaulet
- Phyllobolus sinuosus (L.Bolus) Gerbaulet
- Phyllobolus spinuliferus (Haw.) Gerbaulet
- Phyllobolus splendens (L.) Gerbaulet
  - Phyllobolus splendens subsp. splendens
  - Phyllobolus splendens subsp. pentagonus (L.Bolus) Gerbaulet
- Phyllobolus suffruticosus (L.Bolus) Gerbaulet
- Phyllobolus tenuiflorus (Jacq.) Gerbaulet
- Phyllobolus trichotomus (Thunb.) Gerbaulet
- Phyllobolus viridiflorus (Aiton) Gerbaulet

## Botanische Geschichte
Die Erstbeschreibung und die 1926 verbesserte Diagnose der Gattung durch Nicholas Edward Brown bezogen sich auf einige eng miteinander verwandte Arten, die heute als Phyllobolus resurgens geführt werden. Louisa Bolus stellte die Arten der Gattung Phyllobolus in die ebenfalls von Nicholas Edward Brown beschriebene Gattung Sphalmanthus. Sie übersah dabei jedoch, das die Gattung Phyllobolus sieben Tage vor der Gattung Sphalmanthus beschrieben wurde und damit gemäß den Regeln des Internationalen Codes der Botanischen Nomenklatur Priorität hat. Dies wurde erst 1986 von Volker Bittrich richtiggestellt, der außerdem das Gattungskonzept durch das Einbeziehen der Gattungen Amoebophyllum, Aridaria, Prenia, Sceletium erweiterte. Maike Gerbaulet zeigte, dass die Gattung in dieser breiten Umschreibung nicht monophyletisch ist, sich jedoch unter Einbeziehung von Amoebophyllum, Dactylopsis und Sphalmanthus in die vier, gut voneinander abgegrenzten Gattungen Aridaria, Phyllobolus, Prenia  und Sceletium aufteilen lässt.

## Nachweise